# Scleromitrula
Scleromitrula S. Imai – rodzaj grzybów z typu workowców (Ascomycota).

## Systematyka i nazewnictwo
Pozycja w klasyfikacji według Index Fungorum: Sclerotiniaceae, Helotiales, Leotiomycetidae, Leotiomycetes, Pezizomycotina, Ascomycota, Fungi.
Takson ten utworzył Sanso Imai 1941 r. Synonimy: Scleroglossum Hara 1948, Verpatinia Whetzel & Drayton 1945.
Gatunki:
- Scleromitrula brassicae (Hammarl.) S. Imai 1942
- Scleromitrula calthicola (Whetzel) T. Schumach. & Holst-Jensen 1997
- Scleromitrula morchelloides (Mains) T. Schumach. & Holst-Jensen 1997
- Scleromitrula rubicola T. Schumach. & Holst-Jensen 1997
- Scleromitrula shiraiana (Henn.) S. Imai 1941
- Scleromitrula spiraeicola (Dennis) T. Schumach. & Holst-Jensen 1997
- Scleromitrula viridis Gamundí 1977

Wykaz gatunków i nazwy naukowe na podstawie Index Fungorum
W Polsce występuje  Scleromitrula calthicola.